# Đại Việt
Đại Việt (chữ Hán: 大越) tức Đại Việt quốc (chữ Hán: 大越國) là quốc hiệu Việt Nam tồn tại trong 2 giai đoạn từ năm 1054 đến năm 1400 và từ năm 1428 đến năm 1804.

## Lịch sử
Tên gọi này chính thức có từ thời trị vì của vua Lý Thánh Tông (1054 – 1072), vua thứ ba của nhà Lý. Trước đó, kể từ thời kỳ trị vì của Đinh Bộ Lĩnh, quốc hiệu là Đại Cồ Việt (大瞿越) gồm chữ Đại (大) nghĩa là lớn và chữ Cồ (𡚝) cũng cùng nghĩa là lớn.
Năm 1400, sau khi thay thế nhà Trần, Hồ Quý Ly, người sáng lập nhà Hồ, đã đổi quốc hiệu thành Đại Ngu (大虞). Năm 1407, nhà Minh xâm lược Đại Ngu và cai trị cho đến năm 1427. Năm 1428, sau khi giành độc lập, Lê Lợi đã lấy lại tên Đại Việt đặt làm quốc hiệu.

Đại Việt quốc tổng lãm đồ (大越國總覽圖) được cho là bản đồ nước Đại Việt thời Vĩnh Lạc (1403-1424) nhà Minh Trung Quốc. (Nhưng thể hiện các địa danh Đàng Ngoài thời nhà Lê-Trịnh.)

Quốc hiệu Đại Việt tồn tại tổng cộng trong thời gian 723 năm, bắt đầu từ thời vua Lý Thánh Tông đến thời vua Gia Long (1054–1804), tên gọi Đại Việt được dùng làm quốc hiệu trong thời kỳ trị vì của các chính quyền nhà Lý, nhà Trần, nhà Hậu Lê, nhà Mạc, nhà Tây Sơn và 3 năm đầu thời nhà Nguyễn (1802 – 1804). Trong quá trình này tên gọi chính thức Đại Việt bị gián đoạn một lần ngắn ngủi 27 năm vào thời nhà Hồ và thời thuộc Minh (1400 – 1427).
Lịch sử Đại Việt đã xảy ra nhiều trận chiến chống ngoại xâm như: chống quân Tống năm 1076; chống quân Nguyên – Mông các năm 1258, 1285 và 1288; chống quân Minh từ năm 1418 – 1428, chống Thanh năm 1789. Cũng có những thời kỳ đất nước bị chia cắt lâu dài, như Nam – Bắc triều từ năm 1533 – 1592, phân tranh Trịnh – Nguyễn từ năm 1627 – 1786.
Năm 1804, vua Gia Long đổi tên nước thành Việt Nam và sau đó là Đại Nam, quốc hiệu Đại Việt không được sử dụng nữa.